# Моллалар (Алімадатлинська сільська рада)
Нор Айґестан (вірм. Նոր Այգեստան) — село у Мартакертському районі Нагірно-Карабаської Республіки. Село розташоване за 36 км на північ від Степанакерта та за 43 км на південний захід від Мартакерта та за 2 км на захід від села Кічан,що розташоване на трасі «Північ-південь». Населення села складається з тимчасово переміщених осіб з села Айкаджур, яке наразі знаходиться під контролем Національної армії Азербайджану.

## Пам'ятки
В селі розташовані гробниці 2-1 тисячоліття до н. е.